# Rayman 2: The Great Escape
A Rayman 2: The Great Escape egy akció-kalandjáték, amit a Ubi Soft Montpellier fejlesztett és a Ubi Soft adott ki. 1999-ben jelent meg Nintendo 64-re és Windowsra, 2000-ben Dreamcastra, PlayStationre és PlayStation 2-re, Game Boy Colorra 2005-ben, Nintendo DS-re 2010-ben, iOS-re és 2011-ben Nintendo 3DS-re. A játék PlayStation 2-n Rayman Revolution, Game Boy Coloron Rayman 2 Forever, Nintendo DS-en Rayman DS és Nintendo 3DS-en Rayman 3D címen jelent meg.

## Játékmenet

Képernyőkép a játékból

A játék egy külső nézetes akció-kalandjáték, amiben platformfeladatok is találhatók.

## Fejlesztés

### Zene
A játékban található zenéket Eric Chevalier szerezte.
| #   | Cím                                                 | Hossz |
| --- | --------------------------------------------------- | ----- |
| 1.  | Prologue                                            |       |
| 2.  | Globox, My Friend                                   |       |
| 3.  | The Woods of Light                                  |       |
| 4.  | Where’s Daddy Globox                                |       |
| 5.  | King of the Teensies                                |       |
| 6.  | Overworld                                           |       |
| 7.  | The Fairy Glade — Part 1                            |       |
| 8.  | Pirates! — Part 1                                   |       |
| 9.  | Entering the Pirate Ship                            |       |
| 10. | The Machine                                         |       |
| 11. | Freeing Ly                                          |       |
| 12. | The Fairy Glade — Part 2                            |       |
| 13. | Bonus Level                                         |       |
| 14. | The Marshes of Awakening                            |       |
| 15. | Riding the Marshes                                  |       |
| 16. | I’ll Miss You, My Friend                            |       |
| 17. | Meanwhile, In the Pirate Prison Ship                |       |
| 18. | The Bayou — Part 1                                  |       |
| 19. | Pirates! — Part 2                                   |       |
| 20. | The Bayou — Part 2                                  |       |
| 21. | The Walk of Life                                    |       |
| 22. | The Sanctuary of Water and Ice                      |       |
| 23. | The Attack Run                                      |       |
| 24. | Axel — Guardian of the Sanctuary of Water and Ice   |       |
| 25. | The First Mask                                      |       |
| 26. | Polokus — Spirit of the World                       |       |
| 27. | Riding the Shell                                    |       |
| 28. | Pirates! — Part 3                                   |       |
| 29. | Clark                                               |       |
| 30. | The Cave of Bad Dreams                              |       |
| 31. | The Chase                                           |       |
| 32. | Spider Attack                                       |       |
| 33. | The Canopy                                          |       |
| 34. | Pirates! — Part 4                                   |       |
| 35. | Whale Bay — Part 1                                  |       |
| 36. | Whale Bay — Part 2                                  |       |
| 37. | The Sanctuary of Stone and Fire — Part 1            |       |
| 38. | Riding the Lava                                     |       |
| 39. | The Sanctuary of Stone and Fire — Part 2            |       |
| 40. | The Sanctuary of Stone and Fire — Part 3            |       |
| 41. | The Slide                                           |       |
| 42. | Umber — Guardian of The Sanctuary of Stone and Fire |       |
| 43. | The Flying Barrel                                   |       |
| 44. | The Precipice                                       |       |
| 45. | The Top of the World                                |       |
| 46. | The Walk of Power                                   |       |
| 47. | The Sanctuary of Rock and Lava                      |       |
| 48. | Flower Ride                                         |       |
| 49. | Lava Tower                                          |       |
| 50. | Beneath the Sanctuary of Rock and Lava              |       |
| 51. | The Tomb of the Ancients                            |       |
| 52. | The Iron Mountain                                   |       |
| 53. | The Prison Ship                                     |       |
| 54. | Freeing the Slaves                                  |       |
| 55. | Pyralums                                            |       |
| 56. | The Disk — Intro                                    |       |
| 57. | The Disk                                            |       |
| 58. | The Final Battle                                    |       |
| 59. | One Last Surprise                                   |       |
| 60. | Ending Sequence                                     |       |
| 61. | Staff Roll                                          |       |

## Verziókülönbségek

### PlayStation
A PlayStation2-portot a Ubi Soft Shanghai fejlesztette. A windowsos és Nintendo 64-es verzióval ellentétben itt már a karakterek tényleges nyelveken szólalnak meg, amik az európai kiadásban az angol, német, olasz, spanyol és francia.

## Fogadtatás
A játékot a kritikusok pozitívan fogadták, a Metacritic 90 pontot adott a 100-ból 12 kritika alapján.